# Alexandr modrý
Alexandr modrý (Psittacula exsul) je vyhynulý druh papouška, který endemitně obýval jeden z Maskarénských ostrovů – Rodrigues – ležící v západní části Indického oceánu. Jeho nejbližší příbuzný a pravděpodobný předek byl alexandr malý (Psittacula krameri), z něj se naopak možná vyvinuly jiné druhy endemitních papoušků z blízkých ostrovů Mauricius a Réunion. Kvůli izolaci od okolního světa se alexandr modrý od svých příbuzných mírně odlišoval.
Měřil asi 40 cm na délku, tedy podobně jako alexandr malý. Peří mělo zbarvení šedé až břidlicově modré, což je u převážně zelených alexandrů neobvyklé. Samec měl tmavší zbarvení než samice a obě pohlaví se odlišovala také barvou zobáku; samička jej měla černý, samec červený. Přesný popis zbarvení samce je však nejistý, protože byl odchycen pouze jediný a ten pravděpodobně ještě nedosáhl pohlavní dospělosti. Samci měli asi červené skvrny na křídlech. Obě pohlaví měla černě zbarvenou oblast od brady až k týlu, u samců se vyvinula jasněji. Končetiny byly šedé a duhovka žlutá. Ze sedmnáctého století pocházejí záznamy o zelených jedincích, což by značilo, že alexandři modří mohli mít zelenou či modrozelenou barvu, to však nikdy nebylo definitivně prokázáno. O chování tohoto druhu je známo jen málo informací. Živil se pravděpodobně plody rostliny Cassine orientalis. Byl velmi krotký a dovedl se naučit mluvit.
Tohoto papouška poprvé objevil francouzský hugenot François Leguat a jinými autory byl zmíněn pouze několikrát. Zvláštní druhové jméno „exsul“ je odkazem na Leguata, který byl vyhoštěn z Francie. Existují pouze dvě dobové kresby živých ptáků; jeden exemplář byl chován během 70. let 18. století v zajetí. Vědeckého popisu se druh dočkal roku 1872, holotyp představovala samice. Samce, posledního zaznamenaného jedince, odchytili roku 1875. Jedná se o jediné dva muzejně zachované exempláře. Pták se stal vzácným kvůli odlesňování a asi i lovu, ale pravděpodobně vyhynul až po silných tropických cyklónách a bouřích, které zasáhly ostrov ke konci 19. století.

## Taxonomie

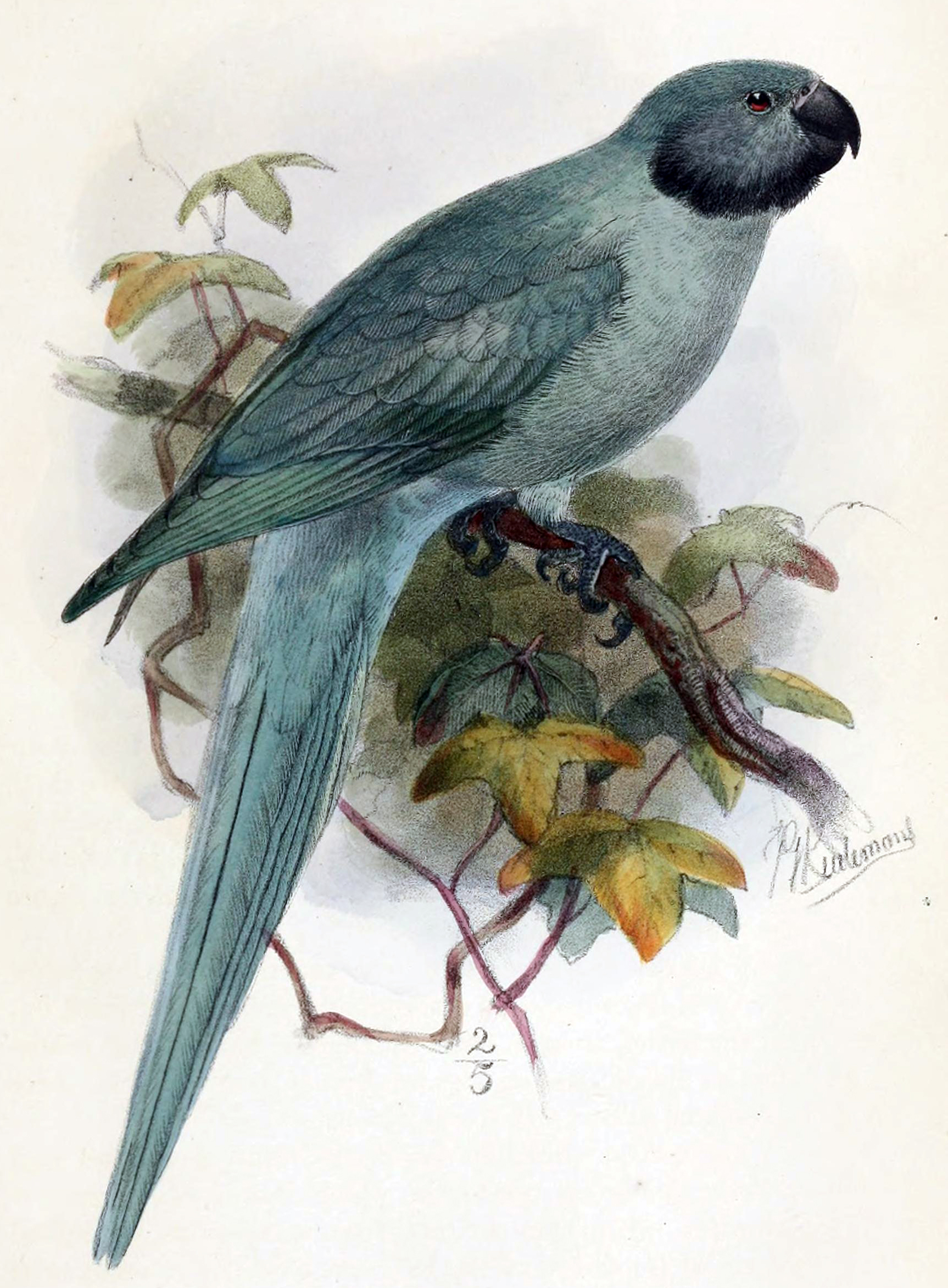
Kresba samice (holotyp)

Alexandra modrého poprvé objevil francouzský hugenot François Leguat a zmiňoval jej ve svém vzpomínkovém díle Voyage et avantures de François Leguat, & de ses compagnons, en deux isles désertes des Indes orientales. Leguat byl vůdcem devíti hugenotských uprchlíků z Francie, kteří mezi lety 1691 a 1693 kolonizovali ostrov Rodrigues. Dalšími lidmi, kteří se o ptákovi zmiňovali, byl průzkumník Julien Tafforet, který na ostrově několik měsíců pobýval a zmiňoval ptáka v publikaci Relation de l'Île Rodrigue z roku 1726, či matematik Alexandre Pingré, jenž se vydal na Rodrigues roku 1761 sledovat přechod Venuše.
Roku 1871 odchytil rodrigueský úředník George Jenner samici alexandra modrého. Zakonzervoval ji v alkoholu a poslal správci mauricijské kolonie Edwardu Newtonovi. Ten ptáka dále zaslal svému bratrovi, britskému ornitologovi Alfredu Newtonovi, který roku 1872 druh vědecky popsal pod jménem Palaeornis exsul. Druhové jméno „exsul“ („vyhnanec“) odkazuje na Leguata, který byl vyhoštěn z Francie (Newton chtěl původně zvolit jméno jiné, nejlépe popisující papouškovo zbarvení, avšak vhodné nevymyslel). V původním popisu Newton nezveřejnil kresbu samice, přestože mu pro to nabídlo prostor periodikum Ibis. Chtěl počkat, dokud nebude odchycen samec, protože si myslel, že bude atraktivnější. Samice, která je holotypem, je uložena v Cambridgeském univerzitním muzeu jako vzorek UMZC 18/Psi/67/h/1.
A. Newton žádal o odchycení dalších exemplářů, hlavně usiloval o získání samce, ale nakonec roku 1875 publikoval popis samice s povzdechem, že žádný samec nebyl nalezen. Newtonův sběratel Henry H. Slater sice spatřil živého jedince již o rok dříve, ale neměl s sebou zbraň, aby jej mohl zastřelit. V půlce srpna roku 1875 byl samec konečně zastřelen Williamem Vandorousem; je možné, že se jednalo o stejný exemplář, který roku 1874 pozoroval Slater. Pták byl odeslán Edwardu Newtonovi a i tento paratyp vlastní muzeum v Cambridgi jako vzorek UMZC 18/Psi/67/h/2.
Bratři Newtonové poznamenali, že samec postrádal typické červené znaky na křídlech, což naznačuje, že ještě nedosáhl pohlavní dospělosti. Stále jej však považovali za hezčího než samici. Tito dva papoušci jsou jedinými zachovanými exempláři druhu. Ze samice byla vypreparována hrudní kost a dolní čelist a další subfosilní pozůstatky byly nalézány v jeskyních Plaine Corail na Rodriguesu. Alexandr modrý a ostatní druhy pak byly z rodu alexandr (Paleornis) přeřazeny do rodu Psittacula („psittacus“ znamená „papoušek“) a název Paleornis se stal mladším synonymem.

### Evoluce

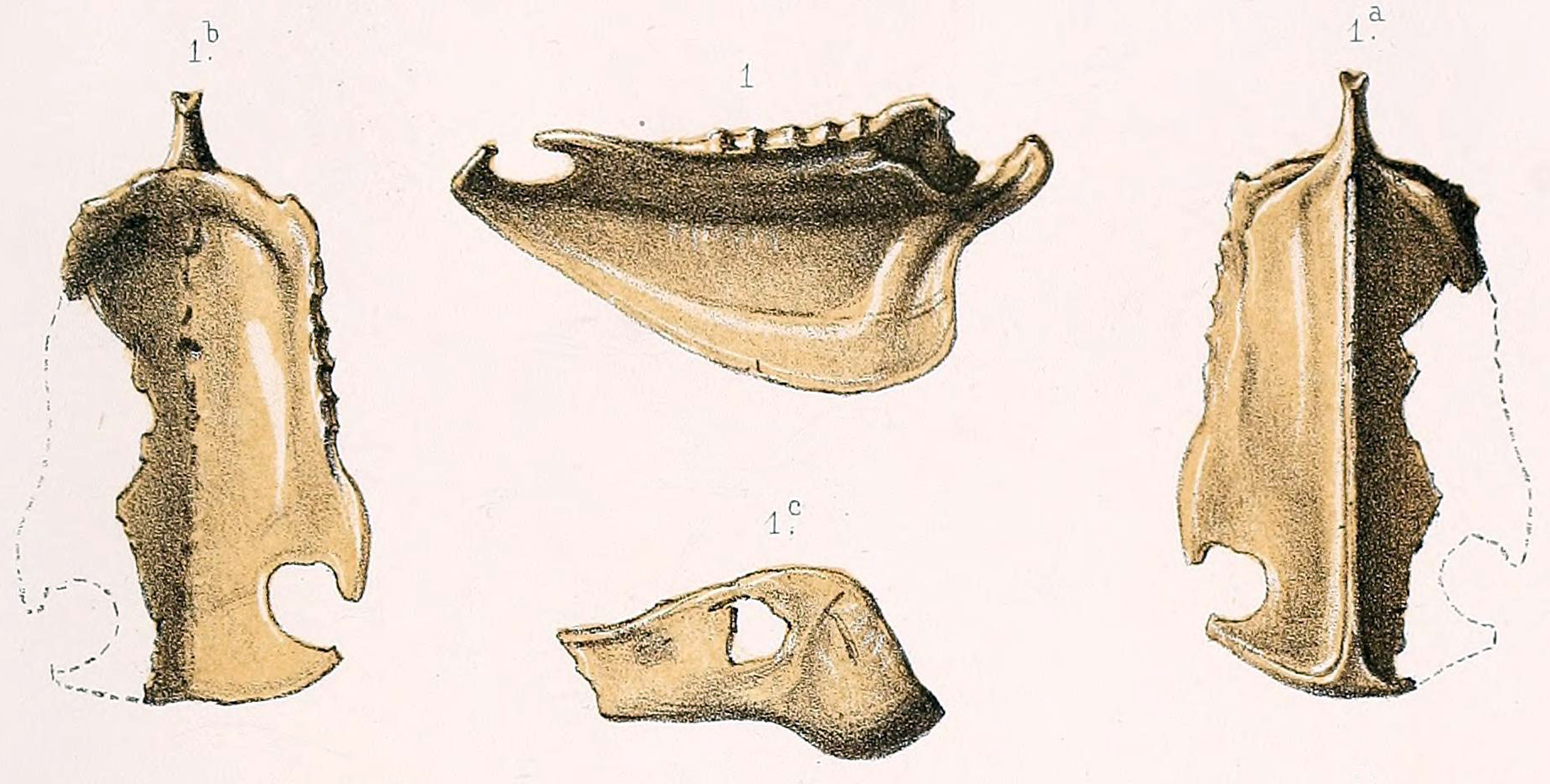
Prsní kost a čelist alexandra modrého

Na základě morfologických rysů se zdá, že se všichni alexandři, kteří žili na ostrovech Indického oceánu, vyvinuli z alexandra velkého (Psittacula eupatria) původem z jižní Asie. Vlivem izolace se alexandři postupně rozrůznili do více druhů. Subfosilní pozůstatky alexandra modrého naznačují, že se v některých anatomických ohledech od ostatních alexandrů odlišuje, zároveň však u něj zůstávají znaky, jako zmenšená hrudní kost, které s nimi sdílí. Na základě kosterních pozůstatků se zdá, že alexandr modrý byl nejvíce spřízněn s alexandrem velkým a malým (Psittacula krameri), přesto mnoho odvozených znaků alexandra modrého svědčí o dlouhé izolaci na Rodriguesu.

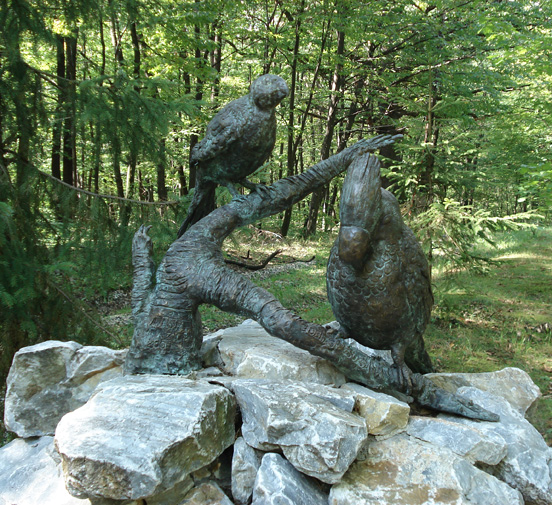
Maďarská socha alexandra modrého a papouška širokozobého

Mnoho endemitních ptáků Maskarén, včetně drontovitých, pochází z jihoasijských předků. Podle britského paleontologa Juliana Humeho odtud pocházejí i všichni maskarénští papoušci. Během pleistocénu poklesla hladina moří natolik, že mohli kolonizovat Maskarény postupně pomocí „ostrovních skoků“; v některých oblastech byla hladina moře nižší až o 145 m. Ačkoli se o těchto druzích dochovalo pouze málo informací, kosterní pozůstatky ukazují jejich sdílené znaky, jako jsou velká hlava a čelisti, redukované prsní kosti a mohutné kosti končetin. Hume navrhl, že všichni tito ptáci pocházejí z tribu Psittaculini, který prodělal evoluční radiaci. Tuto svou teorii podpořil podobnými morfologickými rysy a skutečností, že papoušci z tohoto tribu obsadili řadu ostrovů Indického oceánu. Je možné, že region kolonizovali několikrát a vyvíjeli se již na ostrůvcích u horkých skvrn, které předcházely dnešním Maskarénám. Mimo alexandra modrého Maskarény osídlil stále existující alexandr réunionský (Psittacula eques echo) i s jeho vyhynulým poddruhem Psittacula eques eques či taktéž vyhynulý papoušek Bensonův (Psittacula bensoni).
V genetické studii z roku 2011 zkoumající fylogenezi papoušků nebyl alexandr modrý zařazen, protože nebyla získána dostatečně zachovalá DNA. Ve studii z roku 2015 (Jackson & kol.) již byla extrahována z exempláře samice a alexandr modrý tedy mohl být zařazen do fylogenetického stromu. Na základě studie tvořil jeden klad s poddruhy alexandra réunionského, od kterého se oddělil před asi 3,82 miliony let. Vyšlo také najevo, že se z něj možná vyvinuli alexandři na Mauriciu a Réunionu. Kladogram doprovázející studii je uveden níže.

|  | Psittacula krameri parvirostris                                                                |
|  |                                                                                                |
|  | \| \| Psittacula krameri manillensis \| \| \| \| \| \| Psittacula krameri borealis \| \| \| \| |
|  |                                                                                                |
|  | Psittacula krameri manillensis                                                                 |
|  |                                                                                                |
|  | Psittacula krameri borealis                                                                    |
|  |                                                                                                |

|  | Psittacula krameri manillensis |
|  |                                |
|  | Psittacula krameri borealis    |
|  |                                |

|  | \| \| Psittacula eques echo \| \| \| \| \| \| Psittacula eques eques \| \| \| \| |
|  |                                                                                  |
|  | Psittacula exsul                                                                 |
|  |                                                                                  |
|  | Psittacula eques echo                                                            |
|  |                                                                                  |
|  | Psittacula eques eques                                                           |
|  |                                                                                  |

|  | Psittacula eques echo  |
|  |                        |
|  | Psittacula eques eques |
|  |                        |

|  | Psittacula krameri parvirostris                                                                |
|  |                                                                                                |
|  | \| \| Psittacula krameri manillensis \| \| \| \| \| \| Psittacula krameri borealis \| \| \| \| |
|  |                                                                                                |
|  | Psittacula krameri manillensis                                                                 |
|  |                                                                                                |
|  | Psittacula krameri borealis                                                                    |
|  |                                                                                                |

|  | Psittacula krameri manillensis |
|  |                                |
|  | Psittacula krameri borealis    |
|  |                                |

|  | \| \| Psittacula eques echo \| \| \| \| \| \| Psittacula eques eques \| \| \| \| |
|  |                                                                                  |
|  | Psittacula exsul                                                                 |
|  |                                                                                  |
|  | Psittacula eques echo                                                            |
|  |                                                                                  |
|  | Psittacula eques eques                                                           |
|  |                                                                                  |

|  | Psittacula eques echo  |
|  |                        |
|  | Psittacula eques eques |
|  |                        |

|  | Psittacula krameri parvirostris                                                                |
|  |                                                                                                |
|  | \| \| Psittacula krameri manillensis \| \| \| \| \| \| Psittacula krameri borealis \| \| \| \| |
|  |                                                                                                |
|  | Psittacula krameri manillensis                                                                 |
|  |                                                                                                |
|  | Psittacula krameri borealis                                                                    |
|  |                                                                                                |

|  | Psittacula krameri manillensis |
|  |                                |
|  | Psittacula krameri borealis    |
|  |                                |

|  | \| \| Psittacula eques echo \| \| \| \| \| \| Psittacula eques eques \| \| \| \| |
|  |                                                                                  |
|  | Psittacula exsul                                                                 |
|  |                                                                                  |
|  | Psittacula eques echo                                                            |
|  |                                                                                  |
|  | Psittacula eques eques                                                           |
|  |                                                                                  |

|  | Psittacula eques echo  |
|  |                        |
|  | Psittacula eques eques |
|  |                        |

|  | Psittacula krameri parvirostris                                                                |
|  |                                                                                                |
|  | \| \| Psittacula krameri manillensis \| \| \| \| \| \| Psittacula krameri borealis \| \| \| \| |
|  |                                                                                                |
|  | Psittacula krameri manillensis                                                                 |
|  |                                                                                                |
|  | Psittacula krameri borealis                                                                    |
|  |                                                                                                |

|  | Psittacula krameri manillensis |
|  |                                |
|  | Psittacula krameri borealis    |
|  |                                |

|  | \| \| Psittacula eques echo \| \| \| \| \| \| Psittacula eques eques \| \| \| \| |
|  |                                                                                  |
|  | Psittacula exsul                                                                 |
|  |                                                                                  |
|  | Psittacula eques echo                                                            |
|  |                                                                                  |
|  | Psittacula eques eques                                                           |
|  |                                                                                  |

|  | Psittacula eques echo  |
|  |                        |
|  | Psittacula eques eques |
|  |                        |

## Popis

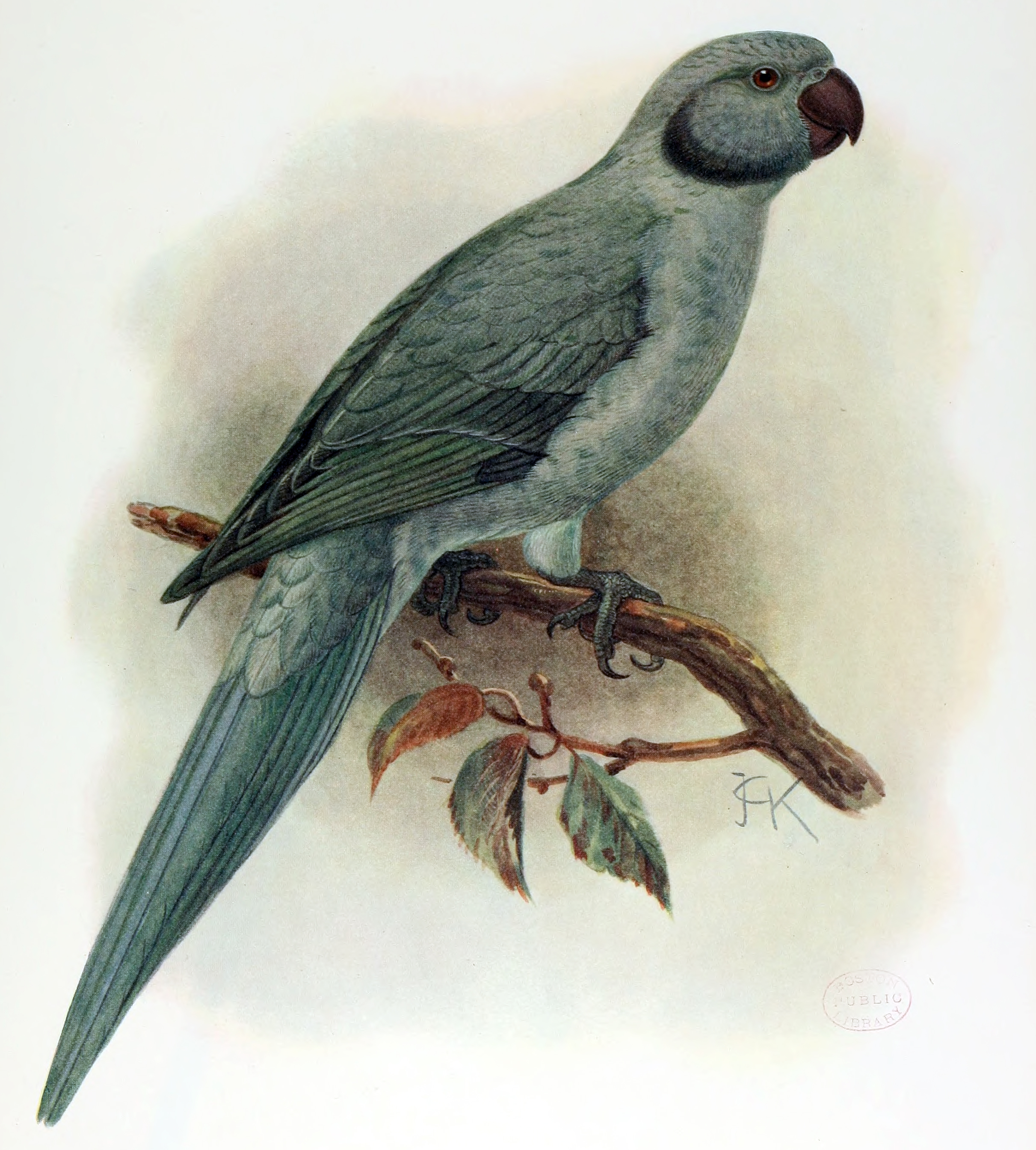
Kresba samice

Alexandr modrý byl dlouhý asi 40 cm, tedy podobně jako alexandr malý. Rozměry samčího exempláře byly: křídlo 198 mm, ocas 206 mm, zobák 25 mm a běhák 22 mm. Rozměry samičího exempláře byly: křídlo 191 mm, ocas 210 mm, zobák 24 mm a běhák 22 mm. Samec byl šedavě modrý, se zelenavými znaky, na hřbetě zabarven tmavěji. Hlava byla modřejší, s tmavým pruhem, který se táhnul přes obličej od očí až k ozobí. Široký černý pruh se táhnul rovněž od brady až k týlu, kde se postupně zužoval. Spodek ocasu měl zbarvení šedé. Vršek zobáku byl tmavě načervenalý, spodek černý. Končetiny měl alexandr modrý zbarveny šedě, duhovku žlutě. Samice byla zbarvena podobně, ale hlava měla barvu šedou a zobák byl černý. Rovněž černý límec okolo krku nebyl tak výrazný jako u samce. Alexandr modrý se vzhledem, včetně černého zbarvení okolo krku, podobal ostatním zástupcům svého rodu, avšak odlišoval se modravošedou barvou; většina papoušků z rodu má zbarvení zelené.

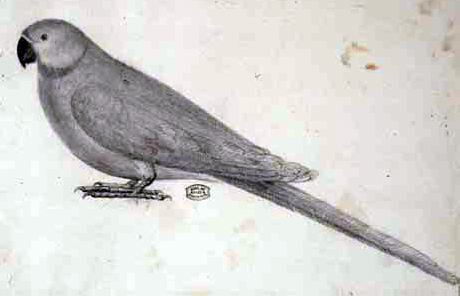
Jossignyho kresba

Francouzský přírodovědec Philibert Commerson získal v 70. letech 18. století na Mauriciu živý exemplář a popsal jej jako šedavě modrý. Ilustrace tohoto exempláře, zveřejněné až roku 2007, které nakreslil francouzský umělec Paul Philippe Sanguin de Jossigny, jsou jedinými známými ilustracemi živého jedince. Některé rané zprávy z ostrova Rodrigues však do otázky ohledně zbarvení alexandra modrého vnášejí zmatek. Jednou z nich je Leguatovo prohlášení, který uvedl, že na ostrově žije spousta zelených a modrých papoušků.

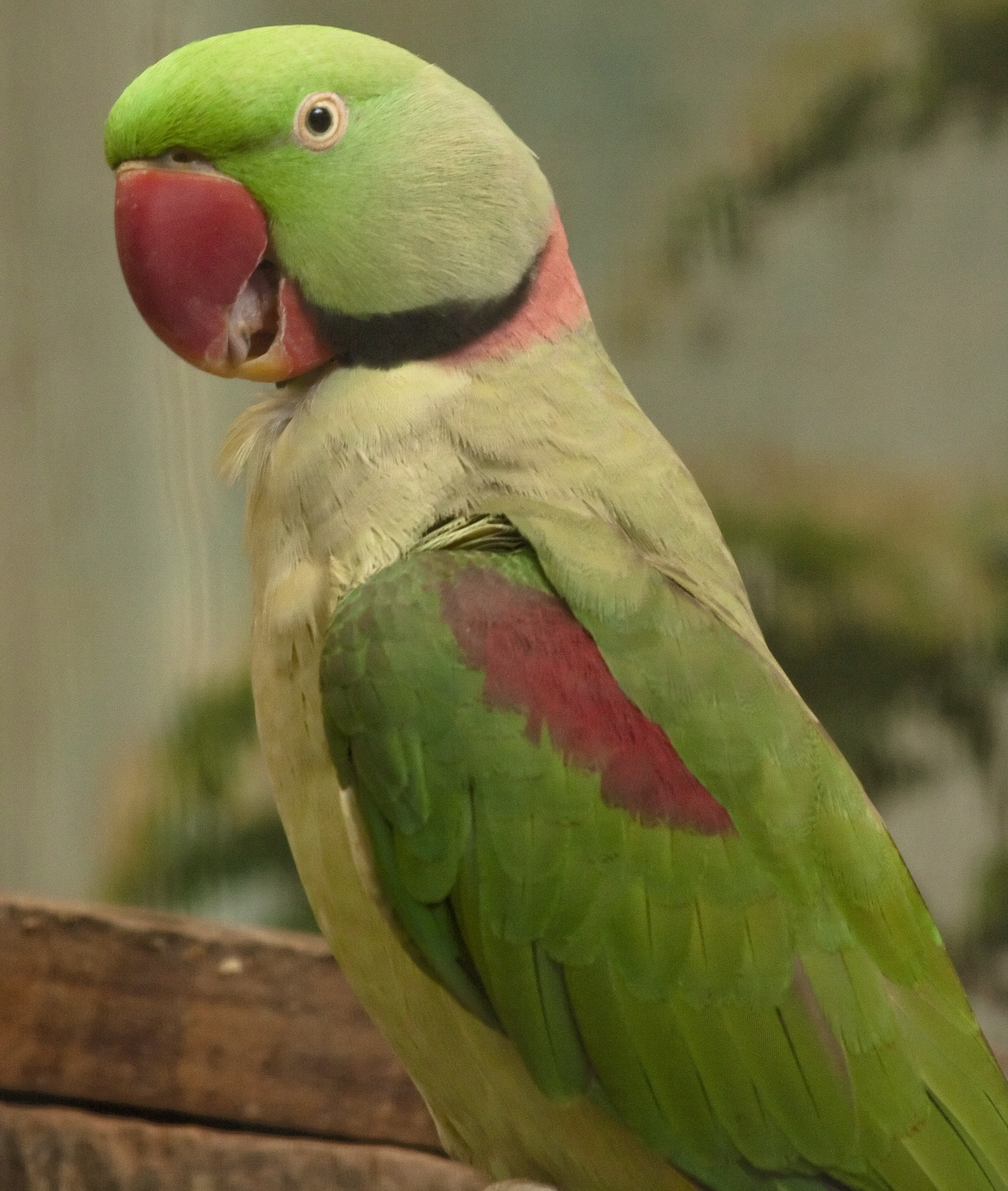
Alexandr velký

Pokud by ptáci, na něž Leguat poukazoval, nebyli papoušci rodriguezští (Necropsittacus rodericanus), mohlo jít o barevnou morfu alexandra modrého. Tuto teorii navrhl J. Hume. A. Newton ve svém původním popisu poznamenal, že peří exempláře samice vytváří jak modré, tak zelené odlesky, v závislosti na dopadu světla, což může některé zmatky vysvětlovat. Možným vysvětlením je také hypotéza, že se jednalo o papoušky z jiných ostrovů, kteří na Rodriguesu krátkou dobu přežívali.
Dva odchycené exempláře alexandra modrého byly uchovány v alkoholu. Ten sice může způsobit změnu zbarvení vzorku, ale je málo pravděpodobné, že ze zelené na modrou. Zelené zbarvení není u papoušků vytvářeno pomocí zeleného pigmentu, ale kombinací dvou různých pigmentů eumalaninu a psittacinu. Chybějící psittacin vytváří barvu čistě modrou, jeho malé množství zbarvení mezi zelenou a modrou (nazývanou parblue), kterému se podobají dva dochované vzorky. Alexandr modrý tedy mohl míti spíše zbarvení parblue než čistě modré opeření.
Možný popis alexandrů modrých poskytl také Julien Tafforet, čímž se otázka zbarvení více zkomplikovala, protože ptáky popisuje převážně jako zelené a přináší informace také o červeném opeření. Tafforet napsal:

… Žijí tu tři druhy papoušků a je jich zde velké množství. … Druhý druh [možná samec alexandra modrého] je o něco menší a krásnější, má peří stejně zelené jako druh předchozí [papoušek rodriguezský], je však trochu modřejší a na křídlech má malé červené znaky, stejně zbarven je i zobák. Třetí druh [alexandr modrý] je celý zelený, s černým zobákem. …

Navzdory nedostatku podrobností je Tafforetova zpráva důležitá, protože zmiňuje červené znaky na ramenou. Britský ekolog Anthony S. Cheke navrhl, že dvěma posledními zmíněnými druhy byl samec a samice alexandra modrého. Rozdíly mezi nimi pak byly způsobeny pohlavní dvojtvárností. Poslední zmíněný druh považoval A. Newton za agapornise šedohlavého (Agapornis canus), to však Cheke nepovažoval za pravděpodobné, protože tento papoušek má zobák šedý a nikoli černý. Alexandre Pingré se také zmiňoval o zelených ptácích, možná s některými červenými znaky, ale jeho vyjádření není plně srozumitelné a tudíž nejednoznačné. Červené zbarvení ramen má alexandr velký, ale žádný z dochovaných exemplářů alexandrů modrých tyto znaky nerozvíjí. Vzorek samce však ještě nemusel být pohlavně dospělý (odhadnuto na základě barvy zobáku), takže je možné, že by se mu toto zbarvení teprve vyvinulo.

## Chování

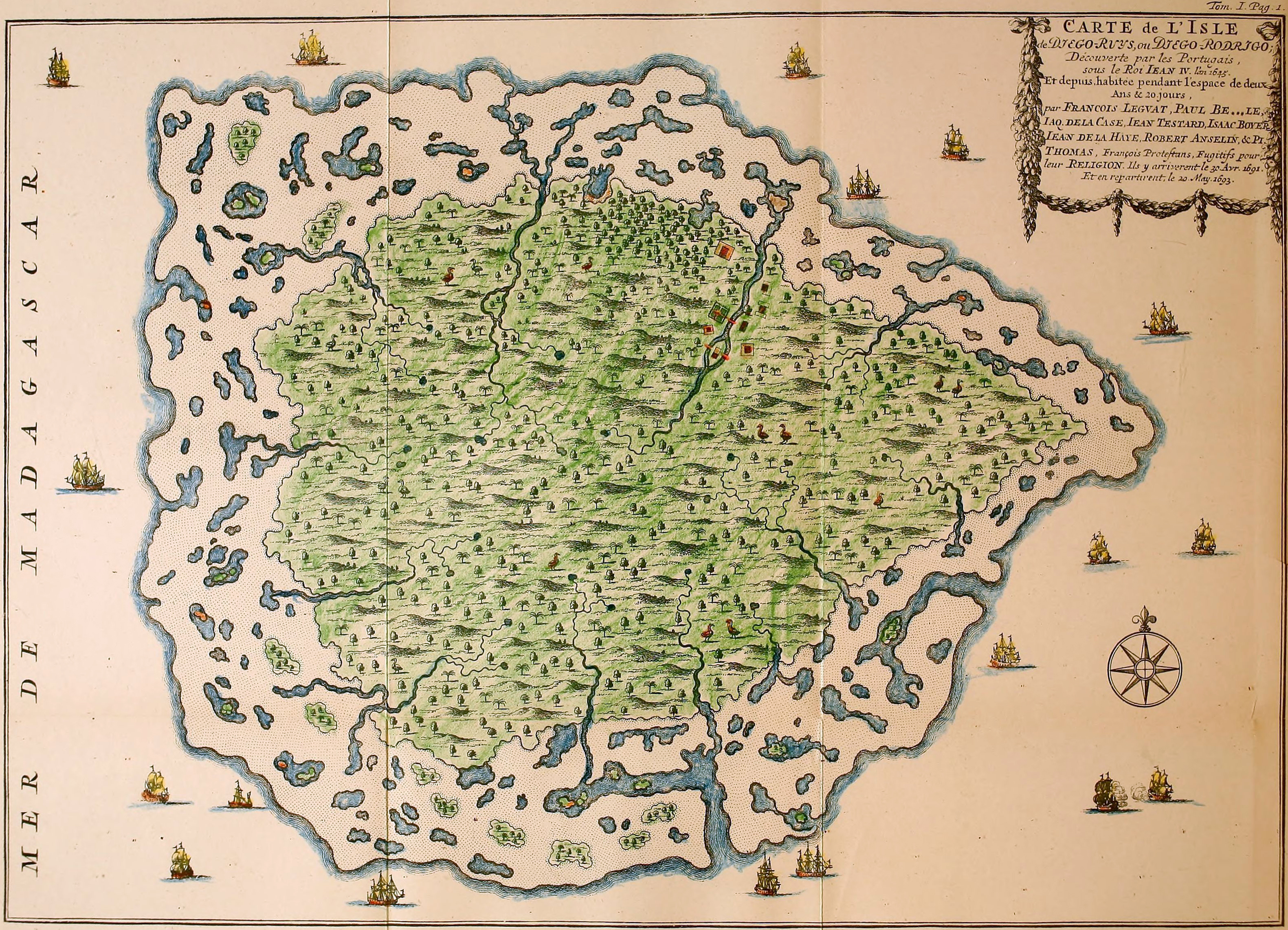
Mapa nedotčeného ostrova Rodrigues

O chování tohoto druhu není známo téměř nic, ale je pravděpodobné, že jeho biologie byla podobná jako u ostatních zástupců rodu. Leguat uvedl, že se tito papoušci živili plody stromu Cassine orientalis. Tafforet napsal, že se živili také semeny druhu Fernelia buxifolia, který je dnes ohrožen, ale tehdy byl na ostrově Rodrigues a okolních ostrovech hojný. Alexandr modrý se také mohl krmit listy, tedy stejně jako alexandr réunionský. Skutečnost, že vyhynul až dlouho poté, co byl Rodrigues odlesněn, svědčí o větší přizpůsobivosti než u jiných druhů, jako byl papoušek rodriguezský.
Leguat se svými muži papoušky běžně nelovili, protože je fascinovalo jejich krotké chování. Jeden exemplář dokonce naučili mluvit. Napsali k tomu:

Lov a rybolov byly pro nás příliš nezáživné a časem nás omrzely. Často jsme si dělali radost tím, že jsme učili mluvit papoušky, kterých zde byla hojnost. Na Mauricius jsme dovezli jednoho, který uměl francouzsky a vlámsky.

Autoři studie z roku 2015, která vyřešila fylogenezi maskarénských papoušků, naznačili, že po vyhynutí alexandra modrého a papouška rodriguezského by nejlépe uvolněnou niku obsadil alexandr réunionský. Ten byl sice v 80. letech 20. století na pokraji vyhynutí (zbývalo pouze dvacet ptáků), ale od té doby se jeho populace zotavila, takže by mohl být na nedaleké ostrovy vysazen. Zabránilo by to i možnému vyhynutí druhu.
Po příchodu lidí vyhynula mimo alexandra modrého i řada jiných zvířat a ostrovní ekosystém je i dnes těžce poškozen. Lesy, které před lidským osídlením pokrývaly většinu ostrova, byly z větší části vykáceny. Alexandr modrý v nich žil vedle jiných vyhynulých ptáků, jako byl dronte samotářský (Pezophaps solitaria), papoušek rodriguezský, chřástal Leguatův (Aphanapteryx leguati), špaček rodriguezský (Necropsar rodericanus), sovka zední (Mascarenotus murivorus), kvakoš rodriguezský (Nycticorax megacephalus) či holub rodriguezský (Nesoenas rodericana). Žili zde i někteří, dnes vyhynulí, plazi, jako želva Cylindraspis peltastes.

## Vyhynutí

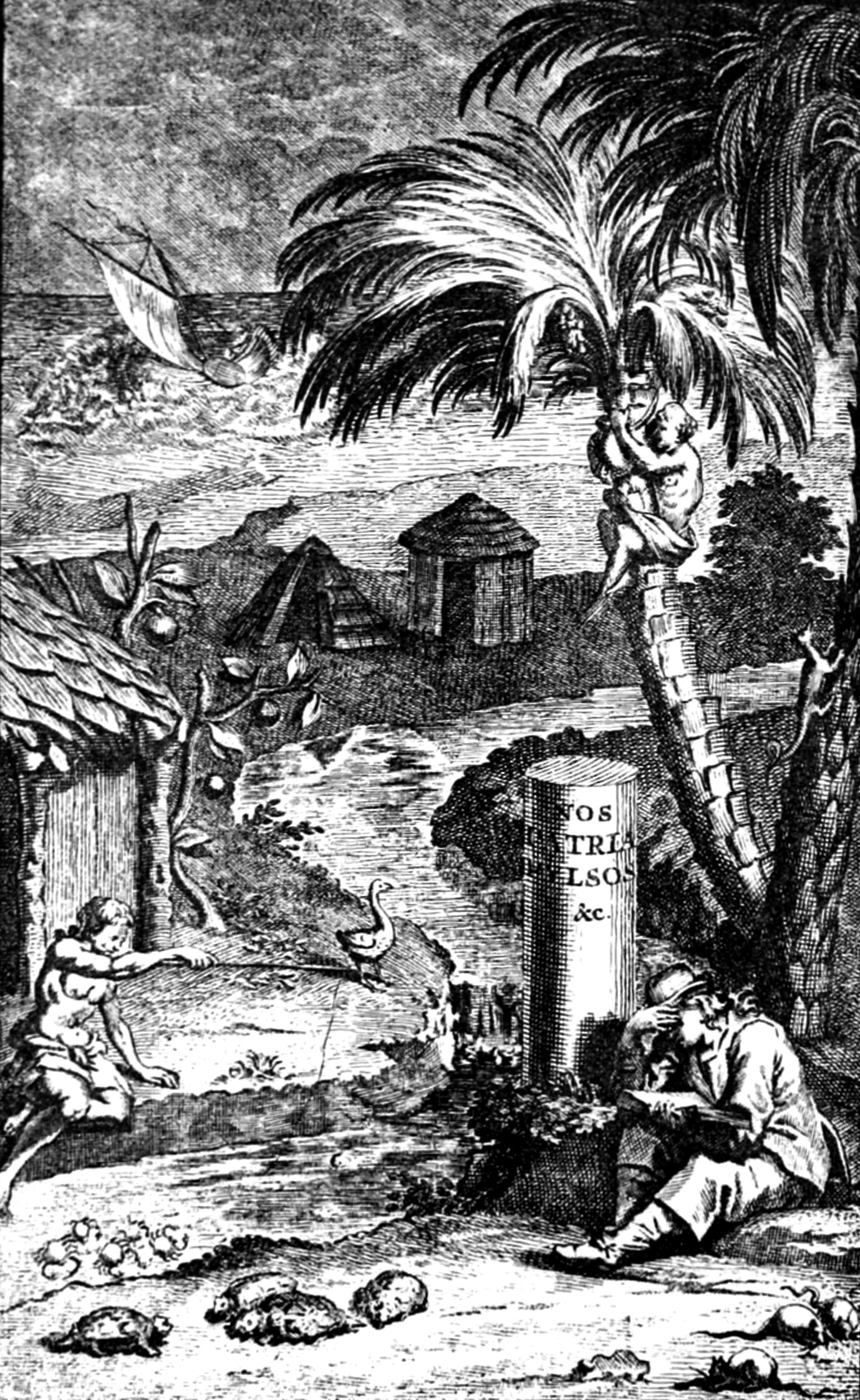
Obálka knihy Leguatových pamětí znázorňující jeho osadu na Rodriguezu

Ze zhruba osmi druhů papoušků, jež obývali endemitně Maskarény, přežil pouze alexandr réunionský. Ostatní jsou považováni za vyhynulé, pravděpodobně kombinací odlesňování a nadměrného lovu. Když Leguat dorazil na ostrov, uvedl, že zde byl alexandr modrý hojný. To potvrdil ještě Tafforet roku 1726, ale v roce 1761 se Pingré zmiňoval, že se pták stává vzácnějším. Společně s papouškem rodriguezským se alexandr modrý vyskytoval ještě na ostrůvcích Isle Gombani směrem na jih od hlavního ostrova.
Podle raných zpráv se zdá, že přistěhovalci se živili také masem papoušků a chválili jeho chuť. Kvůli malé velikosti bylo pravděpodobně třeba ulovit hned několik jedinců k přípravě jednoho jídla. Pingré uvedl:

Papoušek [alexandr modrý] mně chutnal mnohem víc [než kaloň]. Pokud by byl na Rodriguezu hojný, neměl by ve Francii chybět mezi zvěřinou; začíná však být vzácný. Na ostrově žije ještě menší populace jiných papoušků [papoušek rodriguezský], dle Leguata tam však kdysi žilo těchto ptáků mnohem více. Malý ostrůvek jižně od Rodriguezu si však stále zasluhuje jméno Ostrov Papoušků.

Dle vládního inspektora Thomase Corbyho měl být alexandr modrý hojný ještě roku 1843. Slater hlásil, že během pozorování přechodu Venuše roku 1874 viděl jeden exemplář na jihozápadě ostrova. Tajemník William J. Caldwell pak viděl několik exemplářů ještě během tříměsíční návštěvy ostrova roku 1875. Samec ulovený pro Newtona roku 1875 je posledním zaznamenaným jedincem druhu. Následující rok zasáhla ostrov série tropických cyklón a možná zahubila zbývající populaci. Další velké bouře zasáhly ostrov v letech 1878 a 1886, a protože zde byla většina lesů vykácena, ptáci neměli kde najít vhodné útočiště.
Americký ornitolog James Greenway přišel roku 1967 s podnětem, že extrémně malá populace mohla přežít do současnosti na některých malých ostrůvcích při pobřeží, kde žijí i jiní velmi ohrožení ptáci. Hume však tuto teorii zavrhl, protože dle něj byly na udržení životaschopné populace příliš malé.